# Muhlbach-sur-Bruche
Muhlbach-sur-Bruche é uma comuna francesa na região administrativa de Grande Leste, no departamento Baixo Reno. Estende-se por uma área de 8,33 km². Em 2010 a comuna tinha 693 habitantes (densidade: 83,2 hab./km²).